# Les Aliénés
Pour plus de détails, voir Fiche technique et Distribution.
Les Aliénés est un film français réalisé par Yvan Gauthier, sorti en 2001.

## Synopsis
Damien et ses collègues éboueurs trouvent un cadavre dans la décharge où ils travaillent. Damien trouve aussi un couteau, le sien.

## Fiche technique
- Titre : Les Aliénés
- Réalisation : Yvan Gauthier
- Scénario : Philippe Perret
- Musique : Vincent Baudet et Julien Reymond
- Photographie : Christophe Bidot
- Montage : Samuel Danési et Yvan Gauthier
- Production : Yvan Gauthier
- Société de production : Palm Production et TPS Cinéma
- Pays :  France
- Genre : thriller
- Durée : 98 minutes
- Dates de sortie : 
  - France : 24 janvier 2001

## Distribution
- Christopher Buchholz : Damien
- Frédéric Pellegeay : Franck
- Virginie Aster : Julie
- Julien Reymond : Farid
- Richard Chevallier : Leroy
- Jean-Louis Tribes : Bertrand
- Marthe Mercadier : la mère
- Philippe Nahon : le patron

## Accueil
Thomas Sotinel pour Le Monde évoque des « tentatives originales » mais des « dialogues ineptes ». Louis Guichard pour Télérama écrit à propos du film que son « esthétique trash (lumière clignotante, image brouillée, secouée, lacérée...) paraît ici ourdie par un potache, et elle nuit à l'évidente volonté de sérieux du scénario ».